# Football féminin
Le football féminin, ou soccer féminin, raccourci utilisé pour désigner le football lorsqu'il est pratiqué par les femmes, suit les mêmes règles que celui pratiqué par les hommes. Il connaît un âge d'or au début des années 1920, jusqu'au bannissement des femmes des terrains  par la fédération anglaise de football, interdiction qui a duré de 1921 à 1971. En France, l'interdiction faite aux femmes de pratiquer le football a été instaurée sous le régime de Vichy. Le football féminin gagne en popularité et connaît un essor considérable de sa pratique à partir des années 2010, grâce notamment au soutien de la FIFA et des associations membres.

## Histoire

### Des origines aux années 1960

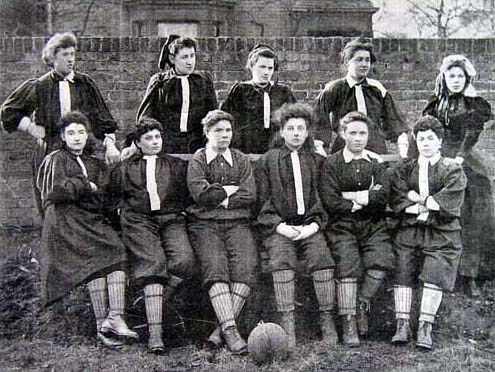
Le British Ladies' Football Club (The North team), en 1895. Debout : Lily Lynn, Nettie Honeyball, Williams, Edwards et Ide. Assises : Compton, F. B. Fenn, Nellie Gilbert, P. Smith, Rosa Thiere et Biggs.

Les femmes jouent au football depuis la fin du XIXe siècle en Angleterre et en Écosse. Le 9 mai 1881, une rencontre qualifiée d'« internationale » par la presse oppose l'Angleterre à l'Écosse à Easter Road, Édimbourg, et de nombreux matchs dont certains attirent de 4 000 à 5 000 spectateurs sont recensés la même année. Lors de deux d'entre eux, le terrain est envahi après une heure de jeu pour des raisons inconnues, ce qui oblige les joueuses à cesser le match. La presse rend compte de ces rencontres sur un ton très négatif, en focalisant ses commentaires sur l'apparence des footballeuses ou en critiquant leurs techniques de jeu, différentes de celles des hommes. En 1884, un match féminin a lieu à Wimbledon.
À la fin du XIXe siècle, jouer au football pour les femmes anglaises est un acte politique qui croise la route des combats sociétaux comme celui des suffragettes. Parmi les pionnières du football féminin britannique, on retrouve aussi des militantes féministes issues de la middle class et parfois de l’aristocratie. C'est le cas par exemple de la romancière Florence Dixie et de Mary Hutson – connue sous le pseudonyme de Nettie Honeyball –  qui est à l’origine de la création du British Ladies’ FC fin 1894. Le British Ladies’ FC est le tout premier club féminin de l’Histoire. Il a été créé pour « prouver au monde que les femmes ne sont pas les créatures “ornementales” et “inutiles” que les hommes imaginent ».
Le 23 mars 1895, sous la houlette de Nettie Honeyball, un match de prestige opposant Londres du Nord et Londres du Sud est organisé à Crouch End, Londres. Les Nordistes s'imposent 7-0 (ou 7-1 selon les sources).
Le 30 septembre 1917, se tient le premier match de football féminin disputé en France. Ce match met aux prises deux équipes du Fémina Sport (club omnisports féminin fondé à Paris en 1912). Un France - Angleterre attire 12 000 spectateurs au stade Pershing en 1920. Les clubs parisiens mettent en place le premier championnat juste après la Première Guerre mondiale. Cette compétition s'ouvre aux clubs de province à partir de la saison 1920-1921. Les recettes sont telles, que les joueuses sont rémunérées via la pratique de l'amateurisme marron. Le premier match international entre une formation anglaise de Preston, les Dick-Kerr's Ladies, et une sélection des meilleures joueuses françaises a lieu le 29 avril 1920. Ce match déplace plus de 25 000 spectateurs à Deepdale. L'Angleterre gagne 2-0. Les Anglaises se déplacent en France en octobre 1920 avant de jouer un match devant 53 000 spectateurs à Goodison Park, le 26 décembre 1920.

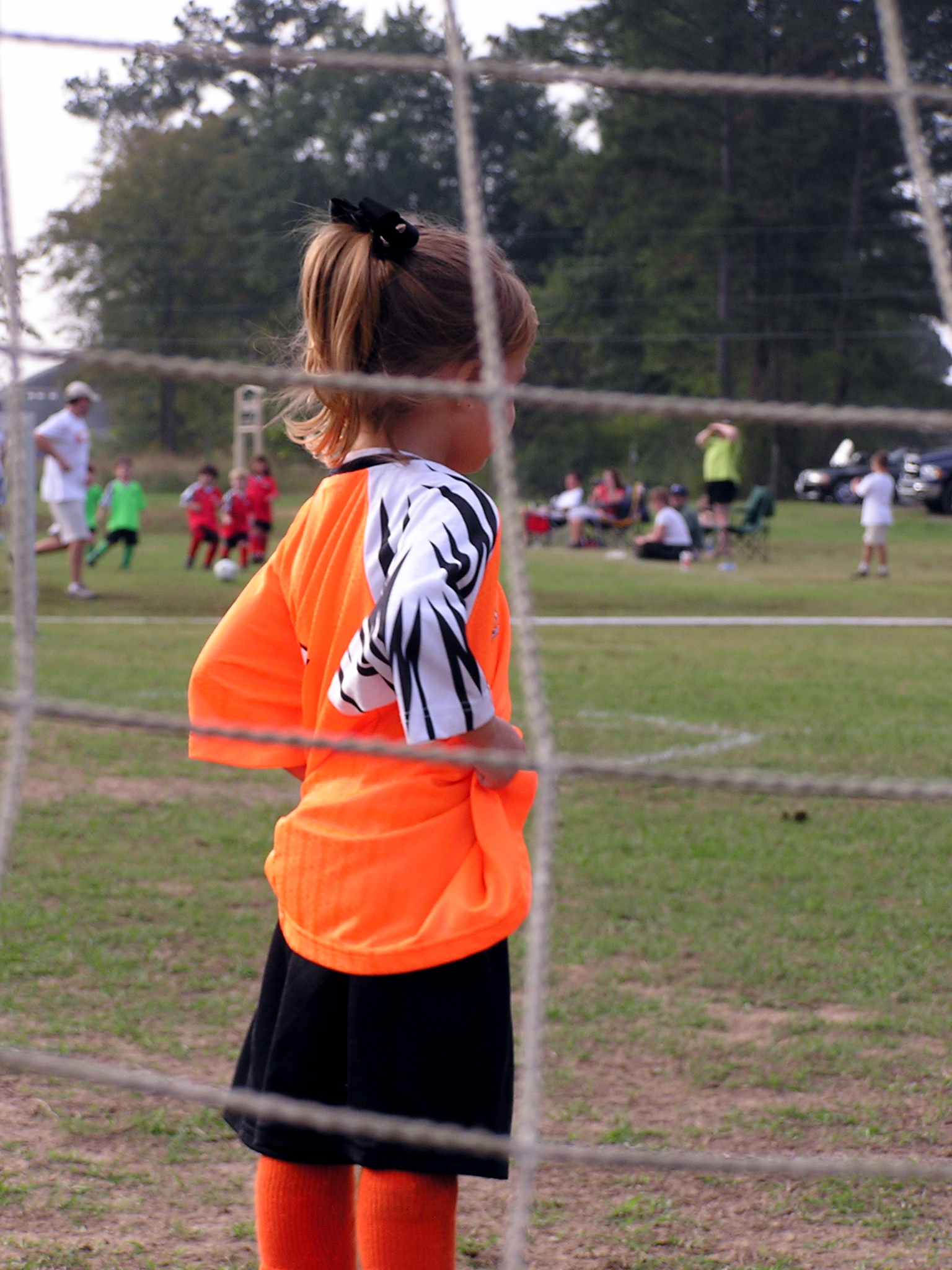
Une jeune gardienne de but.

Le 5 décembre 1921, la Fédération anglaise de football interdit à ses membres d'accueillir des femmes sur leur terrain. Cela entraîne la fondation d'une ligue féminine cinq jours plus tard. La situation est comparable en France avec la Fédération des sociétés féminines sportives de France (FSFSF) qui gère le football féminin en dehors du cadre de la FFFA. Le décès d'une joueuse, Miss C.V. Richards, en plein match en 1926 renforce les tenants de l'interdiction. Henri Desgrange de L'Auto est plus radical encore dès 1925 : « Que les jeunes filles fassent du sport entre elles, dans un terrain rigoureusement clos, inaccessible au public : oui d'accord. Mais qu'elles se donnent en spectacle, à certains jours de fêtes, où sera convié le public, qu'elles osent même courir après un ballon dans une prairie qui n'est pas entourée de murs épais, voilà qui est intolérable ! ». Le championnat de France de football féminin où brilla notamment le Fémina Sport, s'arrête en 1933. Pourtant favorable au sport féminin, le régime de Vichy « interdit rigoureusement » la pratique en 1941. Le football est jugé « nocif pour les femmes ». Les références au discours médical pour justifier l’inadaptation des femmes à la pratique, ou tout du moins les spécificités de leur jeu, sont fréquentes. Devenue presque anecdotique, la pratique du football par des femmes perdure après la Seconde Guerre mondiale mais il faut attendre la seconde moitié des années 1960 pour assister au renouveau du football féminin : en 1969-1970, les fédérations anglaise, française et allemande reconnaissent le football féminin. On recense 2 170 licenciées à la FFF pour la saison 1970-71, puis 4900 la saison suivante.
Il en est de même au Brésil, où le Décret-loi 3199 de 1941 interdit aux femmes un certain nombre de sports « incompatibles avec leur nature ». Dans un texte d'application de 1964, en vigueur jusqu'en 1979 mais longtemps intégré dans les mentalités après l'abrogation de la loi, le football figure dans la liste des sports interdits, aux côtés des football en salle, beach soccer, water-polo, polo, rugby, haltérophilie, baseball et de tous les sports de combat
Le football féminin n'est pas encore reconnu officiellement par les instances majeures comme la FIFA ou l'UEFA, ce qui n'empêche pas des associations différentes plus modestes de lancer des compétitions féminines internationales. Ainsi, une première « Coupe d'Europe » est organisée en Italie en 1969, mettant aux prises l'Angleterre, la France, l'Italie et le club danois du BK Femina. Une seconde et dernière édition suivra, dix ans plus tard. De même au niveau mondial, et toujours en Italie, une première « Coupe du monde » est jouée en juillet 1970. Une seconde édition a lieu en 1971 au Mexique puis la compétition est abandonnée. Faute de reconnaissance officielle et de moyens, aucun de ces tournois ne parvient donc à s'inscrire dans la duré, les lacunes et l'amateurisme de l'organisation étant aussi pointées du doigt. À l'aube des années 1980, l'UEFA puis la FIFA réalisent que le temps est venu de mettre en place des compétitions officielles pour les femmes dignes de ce nom (voir Championnat d'Europe de football féminin et Coupe du monde de football féminin).

### Le football féminin moderne

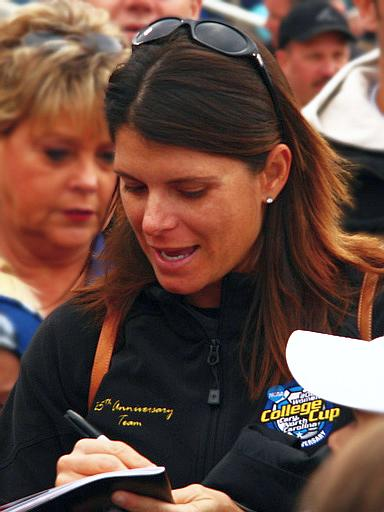
Mia Hamm.

À la suite du renouveau du football féminin qui débute à la fin des années 1960, cette discipline a pu mettre en place des compétitions calquées sur le modèle masculin avec des championnats nationaux, des épreuves internationales de clubs et d'équipes nationales. En Europe, ce mouvement est encadré par les fédérations nationales tandis qu'aux États-Unis, c'est le sport scolaire et les universités qui rendent possible cette évolution. Au Royaume-Uni, l'engouement pour le football après une victoire en 1966 amène la fédération anglaise de football à mettre fin à son bannissement des femmes en 1971, bannissement pour lequel elle présente ses excuses en 2009 lors de festivités organisées pour célébrer la mémoire de Lily Parr.
En 1975, l'Asian Ladies' Football Confederation (ALFC) organise la première Coupe d'Asie et Pacifique des Nations de football. La compétition a lieu à Hong Kong. La seconde édition est organisée en 1977 par l'ALFC et la Chinese Taipei Football Association à Taïwan. Parmi les participants à ces deux premières éditions : Australie, Hong Kong, Indonésie, Japon, Nouvelle-Zélande, Malaisie, Singapour, Taïwan, Thaïlande... Devant leur succès, la Chinese Taipei Football Association organise du 8 au 23 octobre 1978 à Taïwan le premier Women's World Invitational Tournament (appelée coupe Chunghua lors de la première édition). Les trois équipes nationales présentes (Taïwan, Thaïlande et Australie) ont déjà participé à la Coupe d'Asie et Pacifique des Nations de football. Les nouvelles équipes invitées sont des clubs. Les footballeuses du Stade de Reims, qui représentent le football féminin français, enlèvent le titre à égalité parfaite avec les Finlandaises du Helsingin Jalkapalloklubi.
Aux États-Unis, l'adoption le 23 juin 1972 du Title IX interdit toute forme de discrimination liée au sexe dans les programmes éducatifs soutenus par l'État et amène ainsi les universités à se servir de manière égale de l'argent public pour financer le sport masculin et féminin : cette mesure déterminante pousse les femmes étudiantes à privilégier le soccer plutôt que des sports où les hommes excellent,. Le soccer féminin en profite pleinement même si la pratique à haut niveau se limite seulement à quelques universités américaines : les Tar Heels de la Caroline du Nord au premier chef. Disposant d'une base de joueuses considérable de plusieurs millions de pratiquantes (plus que toutes les nations de l'UEFA réunies), on voit émerger une équipe nationale américaine de premier plan qui remporte deux Coupes du monde en 1991 et 1999, quatre médailles d'or et une d'argent lors des cinq tournois olympiques (1996-2012). Contrairement à sa version masculine, le tournoi olympique féminin met en présence les meilleures formations, sans conditions d'âge et s'impose dès sa première édition en 1996 comme l'un des rendez-vous majeurs du calendrier.
L'Europe et l'Amérique du Sud ne restent pas inactives, mais décident d'appliquer les mêmes schémas que ceux suivis par les pratiquants masculins. Les fédérations mettent ainsi en place des compétitions nationales dont le niveau s'élève progressivement, puis intègrent à leurs sélections nationales une équipe nationale féminine. La Norvège, vainqueur de la Coupe du monde 1995 et deux fois championne d'Europe en 1987 et 1993, et l'Allemagne, quatre fois championne d'Europe de 1989 à 1997, en s'appuyant sur des bases de joueuses plus nombreuses, dominent la fin du XXe siècle. La Norvège connaît ensuite un net recul dans la hiérarchie à la suite de la montée en puissance d'autres nations comme l'Angleterre, la Suède et la France en Europe, le Brésil en Amérique du Sud et la Chine en Asie, tandis que l'Allemagne s'impose comme référence mondiale en remportant les Coupes du monde 2003 et 2007 et deux nouveaux titres européens en 2001 et 2005.
La FIFA publie quatre fois par an depuis juillet 2003 un classement des meilleures équipes nationales de football féminin. Ce classement est dominé par les États-Unis et l'Allemagne depuis plusieurs années.

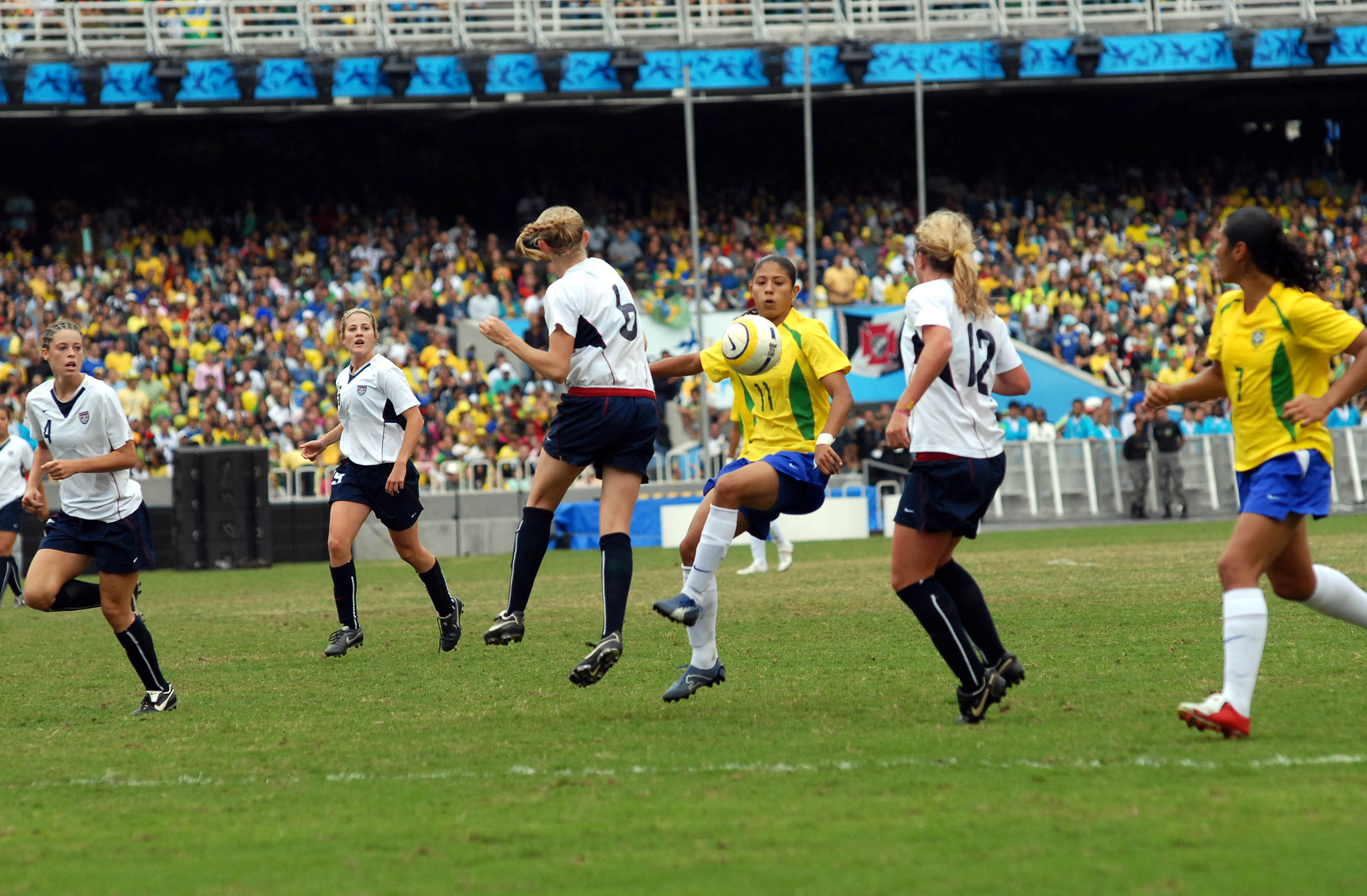
Match international de football féminin (Brésil contre États-Unis lors de la finale des Jeux panaméricains de 2007).

Au niveau des clubs, des intérêts privés américains mettent en place le premier championnat professionnel féminin en 2001 : la Women's United Soccer Association (WUSA). Huit franchises rassemblant les meilleures joueuses du monde, et pas seulement américaines, s'affrontent pendant trois saisons. À la fin de l'édition 2003, la Ligue cesse ses activités en raison d'importants déficits financiers. Ce championnat professionnel ne reprend qu'en 2009 avec la Women's Professional Soccer. Depuis, les meilleures compétitions de clubs se disputent aussi en Allemagne, en Suède ou en Angleterre, où les joueuses évoluent comme semi-professionnelles. À noter qu'en France le statut de joueur fédéral (semi-professionnel), est autorisé pour les joueuses à partir de 2009. Ainsi, l'Olympique lyonnais a mis sur pieds une équipe féminine professionnelle depuis l'incorporation de la section féminine du FC Lyon au sein de l'OL en 2004. La professionnalisation envisagée en France en 2023 avec un rattachement à la FFF voit l'opposition de l'union nationale des joueurs professionnels, auquel sont rattachés les joueurs masculins.
Les médias français ne donnent que peu d'espace au football féminin. La demi-finale de la Coupe UEFA féminine à laquelle participait le club français de l'Olympique lyonnais fut traitée en une brève de moins de 70 mots dans le journal L'Équipe alors qu'une demi-finale de coupe d'Europe des clubs champions impliquant un club français dans n'importe quelle autre discipline, (masculine ou féminine confondus), bénéficie d'un traitement bien plus important. La diffusion en France, Espagne, Allemagne, Angleterre et Italie de la Coupe du monde féminine de 2023 est remise en cause par la FIFA, les montants proposés par les chaînes de TV — de 20 à 100 fois inférieurs à ceux pratiqués pour le tournoi masculin, alors que l'audience n'est inférieure que de moitié — étant jugés inéquitables.
Tandis que plusieurs clubs de l'Hexagone traînent des pieds pour mettre en place des équipes féminines, en Allemagne la situation est toute différente. La Fédération allemande annonce ainsi en avril 2008 avoir dépassé le cap du million de licenciées féminines. La France présente un des taux les plus faibles des pays occidentaux : en 2000, les footballeuses représentent seulement 1,4 % des effectifs de la fédération française (soit 28 065 licenciées) ; on ne compte que 60 521 licenciées féminines au 1er juillet 2007. Les meilleurs clubs européens se rencontrent chaque saison depuis la saison 2001-2002 en Coupe UEFA féminine. Les clubs allemands et suédois dominent les palmarès, mais l'équipe féminine de l'Olympique lyonnais est triple tenante du trophée en mai 2011, 2012 et 2016 et devient le meilleur club d'Europe.
En 2011, le Japon devient la quatrième nation à gagner la Coupe du monde en disposant des États-Unis (2-2 a.p et 3-1 aux tirs au but).
En France, en 2015, le football reste, avec le rugby, le sport olympique le moins pratiqué par les femmes.
Le premier Ballon d'or féminin est attribué en décembre 2018 à l'attaquante norvégienne Ada Hegerberg.
Selon les estimations établies par un rapport de l'Unesco, il existe en 2019, 33 millions de pratiquantes dans le monde, dont 125 000 en France.
Les salaires des femmes restent toutefois très inférieurs à ceux des hommes : en se basant sur les chiffres de l'année 2018, la footballeuse Ada Hegerberg (gagnante  du ballon d'or France football féminin 2018) est la femme ayant le plus gros salaire des footballeuses féminines, avec  400 000 euros sur l'année ; côté hommes, le footballeur le mieux payé en 2018 est Lionel Messi (gagnant du Ballon d'or France football 2019) avec un salaire s'élevant à 126 millions d'euros annuel,. Au niveau des clubs, le rapport entre les salaires moyens des hommes et des femmes est de 27 à 1. Dans plusieurs pays, des joueuses ont contesté cette inégalité auprès de leur fédération.
Alors qu'en 2021 aux États-Unis la fédération américaine de soccer annonce qu'elle va proposer des contrats identiques aux hommes et aux femmes, il n'y a que neuf fédérations nationales de football sur les 211 existantes à proposer une telle égalité salariale, dont l'Irlande.

## Compétitions
En France, la première compétition de football féminin fut le championnat de France, organisé entre 1919 et 1932. La première rencontre internationale officielle entre l'Angleterre et la France a lieu en 1921, à Deepdale, attirant 25 000 spectateurs.
Les premiers tournois internationaux notables sont la « Coupe d'Europe » en Italie (une édition en 1969, l'autre en 1979), et la « Coupe du monde » (deux éditions, en Italie en 1970 et au Mexique en 1971). Puis vient le « Mundialito », petit tournoi organisé entre 1981 et 1988. Ces tentatives ont cependant été sans suite et restent sans reconnaissance officielle, car mises sur pied par des associations secondaires ou éphémères. Il faut attendre la prise en charge du football féminin par les plus grandes instances (UEFA, FIFA) pour voir apparaître les grandes compétitions officielles, similaires à celles organisées pour les hommes.

### Tournois des nations
- Coupe du monde féminine de football (FIFA)
- Football féminin aux Jeux olympiques (CIO)
- Championnat d'Europe de football féminin (UEFA)
- Tournoi de l'Algarve
- Tournoi de Chypre
- Coupe SheBelieves
- Championnat féminin de la CONCACAF (CONCACAF)
- Coupe du monde féminine de football des moins de 20 ans
- Coupe du monde féminine de football des moins de 17 ans

### Tournois des clubs
- Ligue des champions féminine de l'UEFA
- Copa Libertadores féminine
- Ligue des champions féminine de la CAF
- Championnat féminin des clubs de l'AFC
- Championnat de France de football féminin
- Championnat d'Angleterre de football féminin
- Championnat de Belgique et des Pays-Bas de football féminin
- Championnat d'Allemagne de football féminin
- Championnat d'Espagne de football féminin
- Championnat d'Italie de football féminin
- Championnat de Suède de football féminin
- Championnat de Grèce de football féminin
- Championnat NCAA féminin de soccer (États-Unis)
- National Women's Soccer League (États-Unis)
- Women's Premier Soccer League (États-Unis)
- W-League (États-Unis et Canada)
- Nadeshiko League (Japon)

## Affluences records

### Dans le monde
Le record absolu d'affluence pour un match de football féminin a été établi le 22 avril 2022 au Camp Nou de Barcelone avec 91 648 spectateurs lors d'un match de Ligue des champions entre le FC Barcelone et VfL Wolfsburg.
Le record pour un match de Coupe du monde est détenu depuis le 10 juillet 1999 par la finale de Coupe du monde féminine de football 1999 opposant les États-Unis à la Chine. Ce jour-là, le stade Rose Bowl de Pasadena en Californie avait attiré 90 185 spectateurs.
Le record de fréquentation lors d'un Euro féminin est atteint le 31 juillet 2022 lors de la finale de l’Euro 2022 féminin opposant l'Angleterre à l'Allemagne à Wembley avec 87 192 spectateurs.
Le record d'affluence pour un match de championnat national entre clubs de football féminin a eu lieu à l'Estadio Metropolitano, lors de la rencontre du 17 mars 2019 opposant l'Atlético Madrid au FC Barcelone, réunissant 60 739 spectateurs.

### En France
Le Stade Vélodrome détenait le record de France d'affluence pour un match de football féminin lors du match amical entre l'équipe de France et l'équipe d'Angleterre le 16 août 2000 devant 50 000 spectateurs. 
Ce record a été battu deux fois au Parc Olympique lyonnais lors de la Coupe du monde féminine de football 2019 organisée par la France, notamment lors de la finale du 7 juillet opposant les États-Unis aux Pays-Bas, réunissant 57 900 spectateurs.

## Port du voile islamique
Le voile a longtemps été prohibé dans les rencontres internationales officielles de football jusqu'à ce que la FIFA décide d'assouplir les règlements, en 2014. Des incidents survenus les années précédentes ont en effet incité les instances du football à revoir leur position sur la question. En avril 2010, quelques footballeuses iraniennes junior ne sont pas autorisées à jouer lors des Jeux olympiques de la jeunesse de 2010 pour cause de port du voile. En juin 2011, à Amman, lors du second tour de qualifications de la zone asiatique pour les Jeux olympiques de 2012, les Iraniennes refusent de retirer leur voile à la demande de l'arbitre afin de se mettre en conformité avec le règlement au moment d'affronter leur premier adversaire, la Jordanie. Elles déclarent donc forfait et quittent le tournoi qualificatif,. Saisi par la Confédération asiatique de football et Ali ben Al Hussein, prince de Jordanie et vice-président de la FIFA, l'International Football Association Board se réunit le 5 juillet 2012 au siège de la FIFA à Zurich et décide à l’unanimité d'autoriser temporairement le port du foulard, selon des spécifications (équipement, couleur et dessin) définies avant la réunion annuelle de travail de l’IFAB du octobre 2012 à Glasgow. Cette autorisation du voile est confirmée par la FIFA le 1er mars 2014.
Lors de la Coupe du monde féminine de football 2023, le 30 juillet, la Marocaine  Nouhaila Benzina devient la première joueuse en coupe du monde à porter le voile sur le terrain au cours du match remporté par son équipe contre la Corée du Sud. Lors de ce même mondial, l’arbitre palestinienne Heba Saadieh, voilée, officie comme juge de touche.